# 铬酸镧
铬酸镧是一种无机化合物，化学式为La2(CrO4)3。

## 制备与性质
将氢氧化钠加入至含三氧化铬的硝酸镧溶液，可以得到铬酸镧八水合物，它在135°C分解得到二水合物，于350~570°C得到无水物，600~640°C得到铬(V)酸镧（LaCrO4，CAS：12433-24-8），700°C以上生成铬(III)酸镧（LaCrO3）。